# Fricsovszky Beatrix
Fricsovszky Beatrix (Budapest, 1974. február 16. –) labdarúgó, középpályás.

## Pályafutása
Az 1991–92-es és 1992–93-as idényben bajnokságot nyert Renova csapatának a tagja volt.

## Sikerei, díjai
- Magyar bajnokság
  - bajnok: 1991–92, 1992–93